# San Chirico Nuovo
San Chirico Nuovo ist eine süditalienische Gemeinde (comune) mit 1138 Einwohnern (Stand 31. Dezember 2023) in der Provinz Potenza in der Basilikata. Die Gemeinde liegt etwa 24 Kilometer ostnordöstlich von Potenza, gehört zur Comunità Montana Alto Bradano und grenzt unmittelbar an die Provinz Matera.